# 特拉科什恰恩城堡

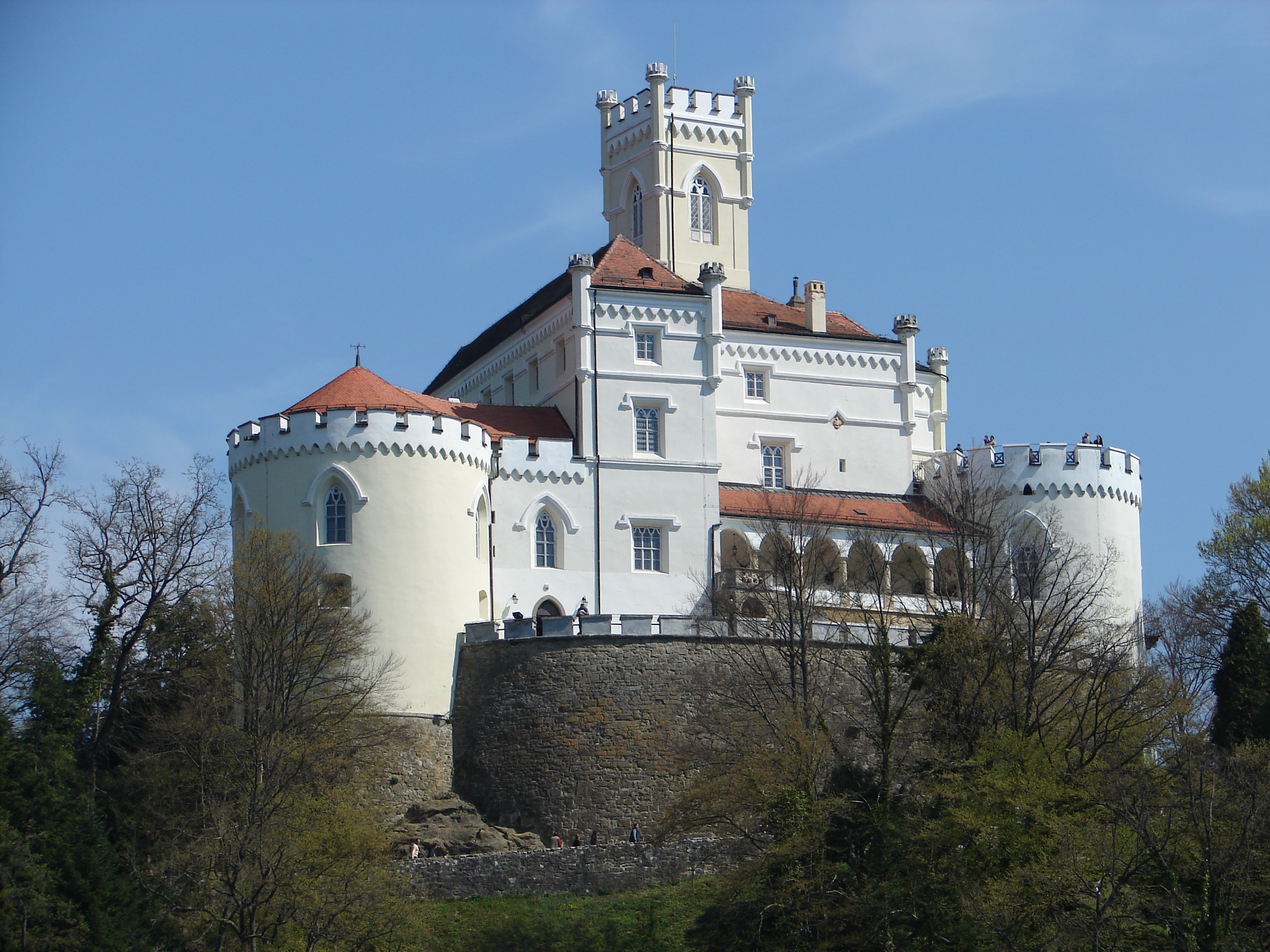
里耶卡港全景

特拉科什恰恩城堡是位於克羅埃西亞北部的一座城堡，其歷史可以追溯至13世紀。特拉科什恰恩城堡開放遊客參觀，但需要事前預約。在18世紀後期，該城堡一度廢棄，直到19世紀中期才恢復。現在這座城堡由克羅埃西亞政府所有。

## 外部連結
- Official website （页面存档备份，存于） （克羅埃西亞文） （英文） （德文）
- Trakošćan – baština kao turistički resurs Trakošćan （页面存档备份，存于） （克羅埃西亞文）
- Trakošćan Castle on the Museum Documentation Centre of Croatia
- A presentation of Trakoscan from the 1840s
- Dvorci.hr （页面存档备份，存于） （克羅埃西亞文）
- Trakoscan before reconstruction, a callotype by V. Draskovic
- Trakoscan in the 1860s (a lithograph by I. Czerny)
- Obnova Trakošćana （克羅埃西亞文）
- Trakošćan （页面存档备份，存于）, Ministry of Foreign and European Affairs of Croatia

46°15′33″N 15°57′00″E / 46.2592°N 15.95°E